# Мешолкі
Мешолкі (пол. Mieszołki) — село в Польщі, у гміні Стависьки Кольненського повіту Підляського воєводства.
Населення — 77 осіб (2011).
У 1975-1998 роках село належало до Ломжинського воєводства.

## Демографія
Демографічна структура станом на 31 березня 2011 року:
|          | Загалом | Допрацездатний вік | Працездатний вік | Постпрацездатний вік |
| -------- | ------- | ------------------ | ---------------- | -------------------- |
| Чоловіки | 30      | 6                  | 21               | 3                    |
| Жінки    | 47      | 14                 | 24               | 9                    |
| Разом    | 77      | 20                 | 45               | 12                   |